# TUBB8
Le TUBB8 est une protéine constituant l'une des isoformes de la bêta tubuline. Son gène est le TUBB8 situé sur le chromosome 10 humain.

## Rôles
Il est exprimé uniquement dans les ovocytes.

## En médecine
Une mutation du gène provoque l'arrêt de la méiose des ovocytes, ayant pour conséquence une infertilité de la femme.